# اربعاء (استان تیسمسیلت)
اربعاء (استان تیسمسیلت) (به عربی: الأربعاء) یک شهرداری در الجزایر است که در استان تسمسیلت واقع شده‌است.